# Humiliats i ofesos
Humiliats i ofesos (en rus: Униженные и оскорблённые, Uníjennie i oskorbliónnie) és una novel·la de l'escriptor rus Fiódor Dostoievski publicada el 1861, on s'exposa la tràgica situació de personatges que han estat vexats a causa de la seva situació econòmica o social que, tanmateix, resisteixen la hipocresia i la poca humanitat dels seus ofensors sostinguts per la seva genuïna bondat.
Destaca en aquesta narració el dur realisme amb el qual es descriuen situacions de misèria i les tenses relacions entre les classes dominants i les subjugades, així com la profunditat psicològica dels personatges. Així mateix, pot assenyalar-se un cert maniqueisme present en la descripció de figures com el príncep Valkovski o la senyora Bubnova, en els qui l'absència de virtut és extrema i es troba ressaltada per múltiples detalls.

## Context històric i crítica
Humiliats i ofesos va ser la primera novel·la llarga que Dostoyevski va escriure després de l'exili forçat a Sibèria. Es va fer conèixer a Sant Petersburg a la revista Vremya (Temps), que va fundar amb el seu germà Mijaíl. Va ser publicada en 1861, any en què es va produir l'emancipació dels serfs, els quals es van veure espoliats de les terres més fèrtils, van haver de pagar impostos especials al govern i van acabar posseint els pitjors terrenys. Aquest va ser un període d'agitació social que va donar lloc al moviment revolucionari de la Intel·liguèntsia liderat per Nikolai Chernishevski i Nikolai Dobroliúbov, joves demòcrates que van cercar la caiguda del règim de servitud i la fi del despotisme dels sectors autocràtics i burocràtics per la via revolucionària. Tots dos van ser figures destacades del materialisme rus basat en la idea de l'egoisme racional, i van fer sorgir a la literatura la representació de l'heroi positiu de l'època: un intel·lectual d'avantguarda, demòcrata revolucionari d'idees progressistes que té una relació pràctica amb la realitat i unitat de paraula i acció. Aquest «home nou» va ser presentat per Chernishevski en el seu llibre Què fer?, a on mostra l'origen i formació de l'«home nou» i els camins a l'ideal socialista.
El llibre de Dostoievski, que pot considerar-se enfrontat amb l'actitud dels demòcrates revolucionaris russos, no va tenir una bona rebuda de la crítica, i el mateix autor va admetre posteriorment que va ser un fracàs. Va atribuir això a les dificultats i la tensió plantejades pels terminis de lliurament exigits pel seu editor, que l'obligaven a escriure segments curts i li impedien realitzar correccions extenses de l'escrit, tot això expressat mitjançant el narrador, Ivan Petróvitx. A pesar d'això, l'obra va ser ben rebuda pel públic lector, i continua sent apreciada actualment.

## Estructura
La novel·la Humiliats i ofesos està dividida en quatre parts subdividides en capítols, més un epíleg. Sovint caracteritzada com a folletó a causa dels finals abruptes que cerquen incentivar l'interès del lector, els efectes dramàtics, els personatges estàtics i simbòlics, i la trama argumental relativament simple, aquesta novel·la de fulletó està contada en primera persona per un narrador protagonista, i fa un important ús del diàleg i el monòleg. Els capítols estan articulats fonamentalment a partir de dos nuclis narratius: la fugida de Natàlia Nikolàievna de la casa paterna, amb les conseqüències que deriven d'això, i la trobada amb Elena. Tots dos nuclis, entre els quals hi ha un cert paral·lelisme, s'uneixen al final amb la resolució del conflicte plantejat per l'acció de Natàlia.

## Personatges principals
- Ivan Petrovitx (Vania) (narrador de la novel·la) és un jove escriptor, que començava la seva carrera a Petersburg, quan comença l'acció d'Humiliats i ofesos. Ivan està molt malalt a l'hospital de Sant Petersburg i escriu, a manera de memòries, la novel·la. Orfe des de petit, els Ikméniev el van recollir per pietat. És un escriptor que va caure de la fama a la misèria, i tant la seva iniciació en la literatura com els seus mètodes de treball són autobiogràfics: Dostoyevski acostuma a emprar aquesta veu per expressar les seves pròpies idees sobre l'escriptura i el seu ofici. Aquest personatge forma part junt amb Natàlia i Alekséi del primer triangle amorós plantejat en la novel·la. Davant la preferència de la noia pel seu rival, Vania roman com a amic fidel de tots dos, i això li permet assabentar-se'n de tot el que succeeix entre ells. Així mateix, Iván Petróvich és qui es fa càrrec de la petita Nelly.[2]

- Natàlia Nikoláievna (Nataxa): és una de les protagonistes principals de la història. Filla de Nikolai Serguèievitx i Anna Andréievna. S'havia criat amb Ivan Petrovitx, pel que sentia un gran afecte, fins al punt d'haver-se promès amb ell, però poc temps després d'arribar a Sant Petersburg amb la seva família s'enamora bojament del príncep Aleksei Valkoski, i fuig amb ell una nit. A causa d'això, és maleïda pel seu pare, que s'oposa a aquest amor, i es converteix en un obstacle per a les intencions del príncep Valkovski, que, influït pel seu pare, la va deixar per casar-se amb Katia Fiodorovna. Natàlia és un dels primers personatges femenins la profunditat psicològica i personalitat dels quals, Dostoyevski descriu amb agudesa. Així mateix, a través d'ella s'exposa la fràgil situació de les dones russes i la importància d'unes certes convencions socials en aquesta societat.[3]

- Elena (Nelly): és la neta del senyor Smith, una nena òrfena d'uns tretze anys recollida per Iván Petróvich quan es descobreix l'abús a qui seria sotmesa. La mare de Nelly va ser abandonada pel seu amant després que fugís de la casa del seu pare, va vagarejar per l'estranger acompanyada del seu amic Enric, que l'estimava, i a la mort d'aquest es va instal·lar a Sant Petersburg intentant trobar el seu pare. En creuar-se amb ell al carrer, aquest la va rebutjar com ho havia fet anteriorment, i finalment, la dona va morir de tuberculosi deixant la seva filla sola i amb la recomanació de cercar el seu pare biològic, el príncep Valkovski. Tanmateix, Elena no va complir amb la voluntat de la seva mare, i va morir a causa dels seus atacs d'epilèpsia sense haver-se'n reconciliat amb Piotr Aleksándrovich. En aquest personatge pot apreciar-se una figura anticipant d'Iliusha, el nen malalt a Els germans Karamázov: tots dos tenen una actitud esquerpa i desconfiada, producte de les humiliacions a les quals han estat sotmesos, i són aquests patiments els que acaben produint-los la mort. Així mateix, l'autor es val de Nelly per exposar davant el lector els patiments produïts per l'epilèpsia, síndrome pel que es va veure afectat des dels 9 anys.[4][5]

- Piotr Aleksàndrovitx Valkovski: el príncep Valkovski és el propietari de Vasílievskoie, un representant de l'alta societat petersburguesa. Personatge cínic i sense escrúpols, capaç de tot pels diners. Així, l'enamoriscament que va tenir amb la mare de Nelly va estar motivat pels diners del seu pare Smith, a qui va deixar en la ruïna, i quan va contreure matrimoni amb la filla d'un fabricant d'aiguardent va ser per fer-se del dot, no dubtant d'abandonar la seva esposa a l'any de casats, quan aquesta acabava de donar a llum. Ja vidu, es va entestar a casar el seu fill Alekséi amb Catalina Fiódorovna per obtenir els tres milions de la noia, es va convertir en el principal enemic de Natàlia i els seus coneguts, i va acabar prometent-se amb la filla de quinze anys d'un general acabalat. El príncep Valkovski, que pot considerar-se com a paradigma del racionalisme enfront del sentimentalisme dels seus opositors, és el principal antagonista dels herois de la història.[6]

- Aleksei Petróvitx (Alioxa): és el fill del príncep Valkovski i amant de Natàlia Nikoláievna, un home ingenu i manipulable. Enfront de la fredor del seu pare, Alioxa representa el candor i el sentiment, així com l'idealisme de la joventut, però suma a això la poca voluntat i la debilitat de caràcter que dona lloc a contradiccions, el col·loca en alternatives morals que el fan fàcilment influenciable, fet que aprofita Piotr Aleksándrovich per arribar als seus propòsits. Tanmateix, malgrat els errors que comet impulsat per Valkovski, Alioxa mai no actua de mala fe, i a tota la història és l'únic personatge del tot sincer. Aquestes peculiaritats del seu caràcter fan que sigui menyspreat pels altres. El poc respecte que se'l demostra, la seva extrema sinceritat, la seva ingenuïtat i l'utòpic d'algunes de les seves idees són trets que el fan comparable amb el protagonista de L'idiota, fins i tot, malgrat el seu sensualisme.[7]

- Nikolai Sergueitx Ikméniev: és el pare de Natàlia i qui es fa càrrec del narrador quan aquest queda orfe, un home orgullós i sensible provinent d'una família il·lustre vinguda a menys. Va ser administrador de les propietats del príncep Valkovski, però a causa de les males llengües va caure en desgràcia i es va veure obligat a afrontar un judici que el va deixar sumit en la misèria. Aquesta humiliació i la fugida de la seva adorada filla va produir que s'endurís el seu caràcter, el que de vegades va contribuir al fet que actués injustament, encara que en el fons continuava sent un home bondadós. Malgrat la façana d'orgull que va construir davant els altres com a forma de fer front a les ofenses, Nikolái Sergueitx va continuar estimant profundament la seva filla, a qui no va deixar de beneir totes les nits. Després de la tornada de Natàlia a casa, va tornar a prodigar-li el seu amor com si res no hagués succeït.[8]